# 人力仲介
人力仲介，或稱人力銀行，中国大陆稱人才中介，泛指仲介人力資源的組織或公司。

## 主要業務範圍
- 企業求才
- 失業者求職
- 人力派遣
- 創業或加盟諮詢
- 引進外籍勞工
- 仲介臨時工（例如：看護工、管家……）

## 問題點
人力銀行提供雇主比較每個受雇者的平台，讓雇主可以對受僱者「比價」，但是並沒有提供受雇者檢視雇主的平台，受雇者比較雇主好壞的需求仍然不被滿足；換句話說，人力銀行加強了雇主買方（發薪方）壟斷的問題，降低平均薪資。

## 爭議
- 由於求職者必須填寫履歷表等個人資料，因此有個人資料外洩的隱憂。
- 直銷或保險業者藉以收集個人資料作為客戶名單。
- 人力仲介業者未經求職者的同意，將求職者的個人資料轉交協力廠商或合作夥伴使用。
- 在台灣，人力銀行又被稱為奴隸銀行，因為台灣的年輕人認為人力銀行與廠商及媒體合作壓榨勞力。

## 相關
- 面试
- 招聘
- 獵人頭（或稱挖角）
- 勞動力市場
- 人力派遣
- 人力資源管理
- 人力資本
- 專家派遣

## 外部連結
- 人力资源和社会保障部- 中國公共招聘網 （页面存档备份，存于） 國營的人力銀行

1. ↑  .   [2019-10-19]. （原始内容存档于2016-05-21）.